# Mambo Italiano (Lied)
Mambo Italiano ist ein 1954 von Bob Merrill für die amerikanische Sängerin Rosemary Clooney geschriebenes Lied. Es handelt von der Sehnsucht einer Italoamerikanerin nach Neapel und dem Hochgefühl durch das Tanzen des Mambos. Der populärmusikalische Novelty Song erreichte 1955 Top-Ten-Platzierungen in US-amerikanischen, britischen und französischen Musikcharts und wurde in mehreren Sprachen herausgebracht. Bis heute sind mindestens 100 Coverversionen und Remixes erschienen, darunter von Stars wie Dean Martin, Carla Boni und Bette Midler. Die häufige Verwendung als Soundtrack ist ein weiterer Beleg für die Popularität des Songs.

## Song

### Entstehung
Passend zum Filmmusical White Christmas, in dem Rosemary Clooney eine Hauptrolle spielte, plante der Produzent Mitch Miller ein Album mit von ihr gesungenen Weihnachtsliedern. Beim letzten Produktionstermin am 23. September 1954 sollte auch ein Song aufgenommen werden, der aus dem „Mambo-Wahn“ in New York City jener Tage Kapital schlagen würde. Miller beauftragte Bob Merrill, der bereits mehrere Hits für Guy Mitchell geschrieben hatte. Überliefert ist, der unter Zeitdruck stehende Songwriter habe seine Komposition in einer Pizzeria hastig auf eine Serviette gekritzelt und sie dann am Münztelefon durchgegeben.

### Text
Das Stück handelt von einem jungen Mädchen, das in New York die Szenerie, die ursprünglichen Tänze und die bezaubernden Lieder Neapels vermisst und dorthin zurückkehrt. In Italien angekommen, stellt sie jedoch fest: Tarantella und Mozzarella können es mit dem Mambo und einer mit Stockfisch gefüllten Enchilada nicht aufnehmen. Es folgt der Aufruf an Kameraden („cumpà“) und Toren („chadrool“), statt Rumba zu tanzen und zur Schule zu gehen, lieber einen guten Rat zu befolgen und „Mambo Italiano“ zu lernen. Nur ein Dörfler („paisano“), der kein Banause („square“) sei, komme weiter. Nur ein Kind („bambino“/„kid“), das einfach mit dem Beat gehe, könne wissen, was es tut. Sich wie ein junger Mensch („Giovanno“) im Mambotanz zu schütteln, mache „happy in the feets“. Das sollten alle Sizilianer verstehen.
Der in den Grundzügen englischsprachige Text ist durchsetzt mit italienischen, vorzugsweise aus dem neapolitanischen Dialekt stammenden Wörtern, deren Schreibweise je nach Quelle abweicht. Beim Verständnis dreier Begriffe hilft ein 1888 erschienenes Wörterbuch.
- cumpà, auch goombah oder gumba: Abkürzung von cumpagno, italienisch compagno,[5] deutsch Kamerad, Gefährte. Kaum unterschiedlich ist die Ableitung von italienisch compare, deutsch Pate, Spießgeselle.[6] Der Sprachforscher Michael San Filippo, der die Bezeichnung am Beispiel der US-Serie „Die Sopranos“ betrachtet,  übersetzt sie mit godfather, Pate. Zur Herkunft führt er an, in kleinen italienischen Dörfern sei jeder der Pate der Kinder seiner Freunde, sodass enge Freunde generell mit compare, Frauen mit comare, angesprochen würden.[7]
- chadrool, auch chadrule, giadrul, giadrool oder jadrool: bei Andreoli cetrulo, cetriuolo für „einen törichten Mann, ohne Verstand; häufiger noch citrullo“.[8] Italienisch cetriolo ist mit Gurke zu übersetzen, figürlich für Dummkopf.[9]
- pisano, auch paisano: italienisch paesano, Bewohner eines Dorfes (paese).[10][11]

### Musik
Musikalisch beginnt das Stück mit einer Gesangsdarbietung im Rubato, das die Sehnsucht der Italoamerikanerin nach ihrer Heimat romantisiert. Das am Ende der ersten Strophe einsetzende Up-tempo des Schlagzeugs unterbricht die träumerische Musik abrupt und leitet einen mit Backing Vocals unterlegten Rhythmuswechsel ein. Der mit kraftvoller Stimme vorgetragene Refrain „Hey Mambo! Mambo Italiano! …“ versetzt die Zuhörer wieder zurück nach New York mit seinem Nebeneinander unterschiedlichster Kulturen. Im Musikstück verschmilzt der kubanische Mambo mit kulinarischen Klassikern Italiens (mozzarella, baccalà, vino) und Mexikos (enchilada). Der ironische Refrain wie auch der größte Teil des Liedes sind in gewisser Weise Nonsens. Mit diesem amüsanten Song scheint Merrill die Menschen aufzufordern, die verschiedenen Facetten der Ethnien zu akzeptieren und zu schätzen.

### Hintergrund
Die Unsinnigkeit des Textes reicht auf eine während des Zweiten Weltkriegs von dem Italoamerikaner Louis Prima begründete Tradition zurück. Seine Novelty-Songs zeichneten sich durch die Verwendung italienischer Wörter, eine charakteristisch italienisch-amerikanische Sprechweise und das Einreihen von bekannten Food-Begriffen wie „Zucchini“ und „Makkeroni“ aus. Eine klare Bedeutung ergaben diese Texte in der Regel nicht. Für das breitere Publikum passte Primas Musik zu den wohlwollenden Stereotypen der Italiener als lebenslustiges, wenn auch etwas vulgäres Volk, das sich gut in den Schmelztiegel Amerika einfügt. Die Popularität italienischer Novelty-Songs bis weit in die 1950er-Jahre zeigt die anhaltende Akzeptanz dieser karikierten Version der Italianità. Mit Liedern, die italienisierte Texte oder Referenzen verwendeten, feierten etliche Italoamerikaner und Nicht-Italiener große Erfolge.
Die AABA-Struktur nahm Bezug auf die Popsongs der Tin-Pan-Alley-Ära. Diese waren meistens 32 Takte lang und in eine Reihe von 8-taktigen Abschnitten unterteilt; das „B“-Segment, die „Bridge“, beinhaltete einen Wechsel der Tonart und des Rhythmusmusters. Dem damals sehr populären Songtitel zum Trotz: Die eigentlichen Rhythmen und musikalischen Ideen des Liedes sind weit weniger vom Mambo- als vom Bolero-Stil beeinflusst.

## Originalversion

Rosemary Clooney & The Mellomen: Mambo Italiano (Philips, 1954)

Die Originalversion mit Orchestermusik und Begleitgesang von The Mellomen erschien am 11. Oktober 1954 beim Label Columbia Records, in Europa in Lizenz bei Philips Records. Auf die B-Seite der Single wurde das von Carl Fischer und Frankie Laine geschriebene Stück We'll Be Together Again gepresst. Obwohl ihre Familie irischer Herkunft war, sang Clooney das Lied überzeugend mit italienischem Akzent. Laut ihren Memoiren hatte sie diesen von den Familien ihrer Bandmitglieder gelernt. Das Kauderwelsch konnte auch überfordern. So weigerte sich der New Yorker Radiosender WABC anfangs, den Song zu übertragen. Zuerst mussten ein Professor für romanische Sprachen und ein katholischer Priester bestätigen, der italienische Text sei „in keiner Weise anstößig oder vulgär“.
Clooneys Mambo Italiano wurde zum Top-Ten-Hit: In den USA erreichte er Platz 10 in den Billboard-Charts der meistverkauften Singles. In Frankreich hielt sich der Originalsong ab 12. Oktober 1955 zwölf Wochen in den Hitparaden, wobei er bis auf Rang 8 klettern konnte. Den größten Erfolg feierte die Single in Großbritannien: Von 23. Dezember 1954 bis 7. April 1955 rangierte sie dort für 16 Wochen unter den Top 20. Im Januar/Februar 1955 ermittelte die UK Singles Chart an drei Wochen den 1. Platz.

## Coverversionen der 1950er-Jahre
Unter den Dutzenden von Coverversionen, von denen die ersten bereits unmittelbar nach dem Original erschienen, befinden sich neben englischen auch anderssprachige und instrumentale Fassungen.

### Originalsprache
Noch im selben Jahr wie Clooneys Single erschien die zusammen mit Sy Oliver in den USA aufgenommene und von dem belgischen Plattenlabel Ronnex in Europa vertriebene Coverversion von Ellie Russell – mit Bestplatzierung in den Musikcharts in Belgien. 1955 folgten weitere Veröffentlichungen, darunter von den britischen Interpreten Alma Cogan und Ray Ellington.
Dean Martin tauschte 1955 im Text das Mädchen gegen einen Jungen aus und schilderte dessen exakt gleichen Erlebnisse. Für ihn war es sicher nicht der bestplatzierte Song, er erreichte im Februar des Jahres aber immerhin zwei Wochen lang die Top 20 (Peak 14) des UK Official Singles Chart. In Frankreich gelang ihm ab 5. Oktober 1955 eine 16-malige Hitparaden-Platzierung. Der 2006 zusammengestellte Remix der deutschen Formation Club des Belugas enthält Originalsequenzen des amerikanischen Sängers.

### Italienisch
Renato Carosone nahm mit seinem Quartett 1955 eine von seinem Bassisten Piero Giorgetti gesungene italienischsprachige Version auf. Sie erschien als Single und war auf seinem am 22. Dezember 1955 veröffentlichten Album Carosello Carosone n. 3 enthalten. Carosone fügte in das amerikanische Lied „Fragmente verschiedener neapolitanischer Standards“ ein, darunter Simmo a Napoli paisà, Dicitencello vuje, Marechiaro und O sole mio. 2010 stand der Song sechs Wochen lang im 20 Ränge umfassenden World Digital Song Sales-Chart.
Von Carla Boni, in ihrem Nachruf als „Königin des Mambo Italiano“ betitelt, erschien 1956 eine andere italienische Version. 1998 beteiligte sie sich mit dem Stück als Sängerin am Album der Jazz-Lounge Gruppe Flabby. Als Autoren werden neben Merrill auch „Gabba“ und „Lidianni“ aufgeführt, Pseudonyme für Gaspare Abbate und Gian Carlo Testoni. Interessanterweise nennt Scuderi die beiden Songschreiber für die späteren Publikationen Carosones von 2004 und 2005 ebenfalls. Beim zweiten Album Maruzzella erscheinen die Namen auf dem Cover, beim anderen nicht.
Die italienischsprachige Fassung wurde in den 1950er-Jahren recht häufig interpretiert, unter anderem von Nicla di Bruno, Natalino Otto, und Flo Sandon’s. In der „Neuen Musikgruppe“ des Akkordeonisten Wolmer Beltrami übernahmen seine Schwestern Leda und Luisa den Gesangspart.

### Französisch und deutsch
Für die französischsprachige Fassung von Dario Moreno zeichneten die Songschreiber Hubert Ithier und André Salvet verantwortlich. Ab 5. Oktober 1955 rangierte das Lied 24 Wochen in der französischen Hitparade mit Höchstplatzierung #2. Diese Textfassung brachten 1955 auch Jacques Héliant und sein Orchester zu Gehör.
Für Friedel Hensch und die Cyprys schrieb der Schlagertexter Kurt Feltz eine deutschsprachige Version. Die Single erschien 1955 bei Polydor und hatte die B-Seite Mandarina Panella. Götz Alsmann coverte diese Fassung für sein 2017 veröffentlichtes Album In Rom.

### Weitere Versionen
SecondHandSongs listet einige weitere Sprachversionen auf, darunter
- Niederländisch: Text von Ke Riema und Hermany für Will Ferdy (1955)
- Dänisch: Text von Knud Pheiffer für Birthe Wilke (1955)
- Schwedisch: Text von Lennart Reuterskiöld für Östen Warnerbring (1955)
- Finnisch: Text von Olavi Linnus für Olavi Virta (1955)
- Isländisch: Text von Loftur Guðmundsson für Haukur Morthens (1955)

Instrumentalversionen erschienen unter anderem von den Akkordeonisten Franco Scarica (1956) und Jo Moutet (1956) sowie dem Trompeter Georges Jouvin (1958). Chinesische Sprachversionen sind aus den 1970er-Jahren bekannt, wie 1976 von Paula Tsui und 1977 von Nán Hóng.

Coverversionen der 1950er-Jahre
Ellie Russell (1954). Audio auf YouTube
Alma Cogan (1955). Audio auf YouTube
Dean Martin (1955). Video auf YouTube
Renato Carosone (1955). Audio auf YouTube
Carla Boni (1955). Audio auf YouTube
Dario Moreno (1955). Audio auf YouTube
Friedel Hensch (1955). Audio auf YouTube
Franco Scarica (1956). Audio auf YouTube

## Coverversionen seit 1990
In den 1990er-Jahren fand ein Mambo-Italiano-Revival statt. Singles wurden von den Musikalben nur noch selten ausgekoppelt. Die Sprachversionen sind mit denen der 1950er-Jahre vergleichbar.
| Jahr | Interpret                      | Album                                            | Sprachversion                    | Audio/Video       |
| ---- | ------------------------------ | ------------------------------------------------ | -------------------------------- | ----------------- |
| 1993 | Fanny Cadeo                    | Single                                           | englisch bei Discogs             | Audio auf YouTube |
| 1998 | Flabby feat. Carla Boni        | Single                                           | italienisch bei Discogs          | Video auf YouTube |
| 1999 | Stefano Bollani                | Mambo Italiano                                   | instrumental bei Discogs         | Audio auf YouTube |
| 2000 | Shaft                          | Pick Up On This                                  | englisch bei Discogs             | Video auf YouTube |
| 2003 | Bette Midler                   | Bette Midler Sings The Rosemary Clooney Songbook | englisch bei Discogs             | Audio auf YouTube |
| 2004 | The Hillbilly Moon Explosion   | Bourgois Baby                                    | englisch bei Discogs             | Audio auf YouTube |
| 2006 | Deana Martin                   | Memories Are Made of This                        | englisch bei Discogs             | Audio auf YouTube |
| 2006 | Club des Belugas               | Apricoo Soul                                     | englisch bei Discogs             | Audio auf YouTube |
| 2006 | Gérard Darmon                  | Dancing                                          | englisch bei Discogs             | Video auf YouTube |
| 2007 | Dany Brillant                  | Histoire d’un amour                              | französisch bei Discogs          | Video auf YouTube |
| 2009 | Patrizio Buanne                | Patrizio                                         | englisch bei Discogs             | Audio auf YouTube |
| 2011 | Rocco Granata & Buscemi        | Rocco com Buscemi                                | italienisch bei Discogs          | Audio auf YouTube |
| 2012 | Anna Maria Kaufmann            | It’s a Good Day                                  | englisch bei Discogs             | -                 |
| 2013 | Freak Guitar (Mattias Eklundh) | The Smorgasbord                                  | instrumental bei Discogs         | Audio auf YouTube |
| 2014 | Geschwister Pfister            | In der Toskana – Wie wär’s, wie war’s?           | englisch                         | Audio auf YouTube |
| 2017 | Götz Alsmann                   | In Rom                                           | deutsch bei Discogs              | Audio auf YouTube |
| 2019 | Yannick Bovy                   | Yannick Bovy Celebrates Nat King Cole            | englisch bei Discogs             | Video auf YouTube |
| 2019 | Nina Ernst                     | A Diva’s Mind                                    | englisch bei Discogs             | Audio auf YouTube |
| 2021 | Dinamo                         | Desequilibrio (Special Edition)                  | englisch/italienisch bei Discogs | Audio             |
| 2022 | Robyn Adele Anderson           | Just Play the Right Notes und 2020 als Single    | englisch                         | Video auf YouTube |

Zwei dieser neuen Coverversionen und Alben konnten sich in den Hitparaden platzieren: Das britische Duo Shaft, das seit 1999 elektronische Musik produziert, erzielte 2000 mit dem Remix von Mambo Italiano einen beachtlichen Erfolg: Sechsmal unter den Top 100 mit Bestplatz 12. Das 2003 von Bette Midler erschienene Musikalbum entstand auf Anregung von Barry Manilow, der eine Hommage an die 2002 verstorbene Clooney produzieren wollte. Es landete mit rund 71.000 verkauften Exemplaren auf Platz 14 des Billboard „200 Alben“-Charts und wurde 2004 für den Grammy Award „Bestes Traditionelles Pop-Gesangsalbum“ nominiert.
Der zweisprachige Song Americano des 2011 von Lady Gaga herausgebrachten Hitalbums „Born This Way“ beginnt mit Klängen aus Mambo Italiano. „I met a girl in East L. A. …“ lauten die ersten Worte der „Mariachi-Techno-House-Aufnahme“, die die gleichgeschlechtliche Ehe und die US-Einwanderungsgesetze thematisiert.

## Soundtracks
In der italienischen Filmkomödie Pane, amore e … (dt. Liebe, Brot und 1000 Küsse) von 1955 tanzt Sophia Loren mit Vittorio De Sica zu einem Instrumentalarrangement des Liedes. Auch in jüngerer Zeit wurden zahlreiche Spielfilme mit dem beliebten Song unterlegt. Zumeist handelt es sich um den Original-Soundtrack. Die amerikanische Romantikkomödie Book Club: The Next Chapter begleitet die Version von Bette Midler. Aki Kaurismäki wählte für seinen 2023 vorgestellten Film Kuolleet lehdet die Mambo-Italiano-Fassung in finnischer Sprache.
| Jahr | Land     | Film                                           | Einzelnachweis      | Film(sequenz)                |
| ---- | -------- | ---------------------------------------------- | ------------------- | ---------------------------- |
| 1955 | Italien  | Liebe, Brot und 1000 Küsse                     |                     | Filmsequenz auf YouTube      |
| 1988 | USA      | Die Mafiosi-Braut                              | Soundtrack bei IMDb | Vorspann bei IMDb            |
| 1990 | USA      | Meerjungfrauen küssen besser                   | Soundtrack bei IMDb |                              |
| 1994 | UK/IRL   | Ein Mann ohne Bedeutung                        | Soundtrack bei IMDb |                              |
| 1996 | USA      | Big Night                                      | Soundtrack bei IMDb |                              |
| 1999 | USA      | Mickey Blue Eyes – Mafioso wider Willen        | Soundtrack bei IMDb |                              |
| 2000 | USA      | The Crew                                       | Soundtrack bei IMDb |                              |
| 2004 | UK       | Italienische Verführung – School for Seduction | Soundtrack bei IMDb |                              |
| 2005 | USA      | Searching for Bobby D                          | Soundtrack bei IMDb |                              |
| 2016 | USA      | Bridget Jones’ Baby                            | Soundtrack bei IMDb |                              |
| 2023 | USA      | Book Club – Ein neues Kapitel                  | Soundtrack bei IMDb | Official Trailer auf YouTube |
| 2023 | Finnland | Fallende Blätter                               | Soundtrack bei IMDb |                              |

In der 2003 ausgestrahlten kanadischen Filmkomödie mit dem Titel Mambo Italiano kommt der Song nicht vor. Laut Songfacts bedienten sich seiner mehrere US-amerikanische Fernsehshows, darunter die Zeichentrickserie Die Simpsons und die Sitcom Raising Hope in Folgen von 2005 und 2012. Das Buchungsportal Airbnb unterlegte 2022 einen Werbespot mit der Originalstimme Dean Martins.